# Thyreus shebicus
Thyreus shebicus är en biart som först beskrevs av Hannan 2014. Den ingår i släktet Thyreus och familjen långtungebin.

## Beskrivning
Arten är övervägande svart utom på mundelarna, labrum, benen, främre delen av sjunde tergiten hos hanen samt främre delen av sterniterna, som är mörkbruna. Arten har dessutom vita hårfläckar på tergiternas sidor, som är L-formade på de två främsta tergiterna. Vingarna är lätt rökfärgade med mörkbruna till svarta ribbor. Behåringen är svart till gråbrun över större delen av kroppen, utom på delar av ansiktet, benen och mellankroppen, som har fjäderliknande, vit behåring. Kroppslängden är 8 till 10 mm hos honan med en längd på framvingen (del längsta vingen) på 7 till 8 mm. Hos hanen är de två måtten omkring 10 mm för kroppen, och drygt 7 mm för vingen.

## Utbredning
Arten har hittills endast påträffats i sydvästra Saudiarabien och norra Jemen.

## Ekologi
Thyreus shebicus är en boparasit, honan lägger sina ägg i bon av solitära bin ur släktet Amegilla där larven lever på det insamlade matförrådet efter det att värdägget eller -larven dödats. Arten har främst hittats på högre höjder. 

## Etymologi
Artepitetet (shebicus) hänvisar till det gamla riket Saba (Sheba på engelska), som enligt arabisk tradition skall ha legat på ungefär samma plats som där arten har påträffats.